# 3460 Ashkova
3460 Ashkova eller 1973 QB2 är en asteroid i huvudbältet som upptäcktes den 31 augusti 1973 av den ryska astronomen Tamara Smirnova vid Krims astrofysiska observatorium på Krim. Den har fått sitt namn efter astronomen Natalja Asjkova.
Asteroiden har en diameter på ungefär sjutton kilometer. Den tillhör och har givit namn åt asteroidgruppen Ashkova.